# Молочанск
Молоча́нск (укр. Молочанськ) — город в Пологовском районе Запорожской области Украины, административный центр Молочанской городской общины. До 2020 года входил в состав упразднённого Токмакского района, в котором составлял Молочанский городской совет.

## Географическое положение
Город Молочанск находится в месте слияния рек Токмачка и Чингул в реку Молочная,
выше по течению на расстоянии в 1,5 км расположено село Кутузовка,
ниже по течению на расстоянии в 0,5 км расположено село Виноградное.
Реки в этом месте извилистые, образуют лиманы, старицы и заболоченные озёра.

## История

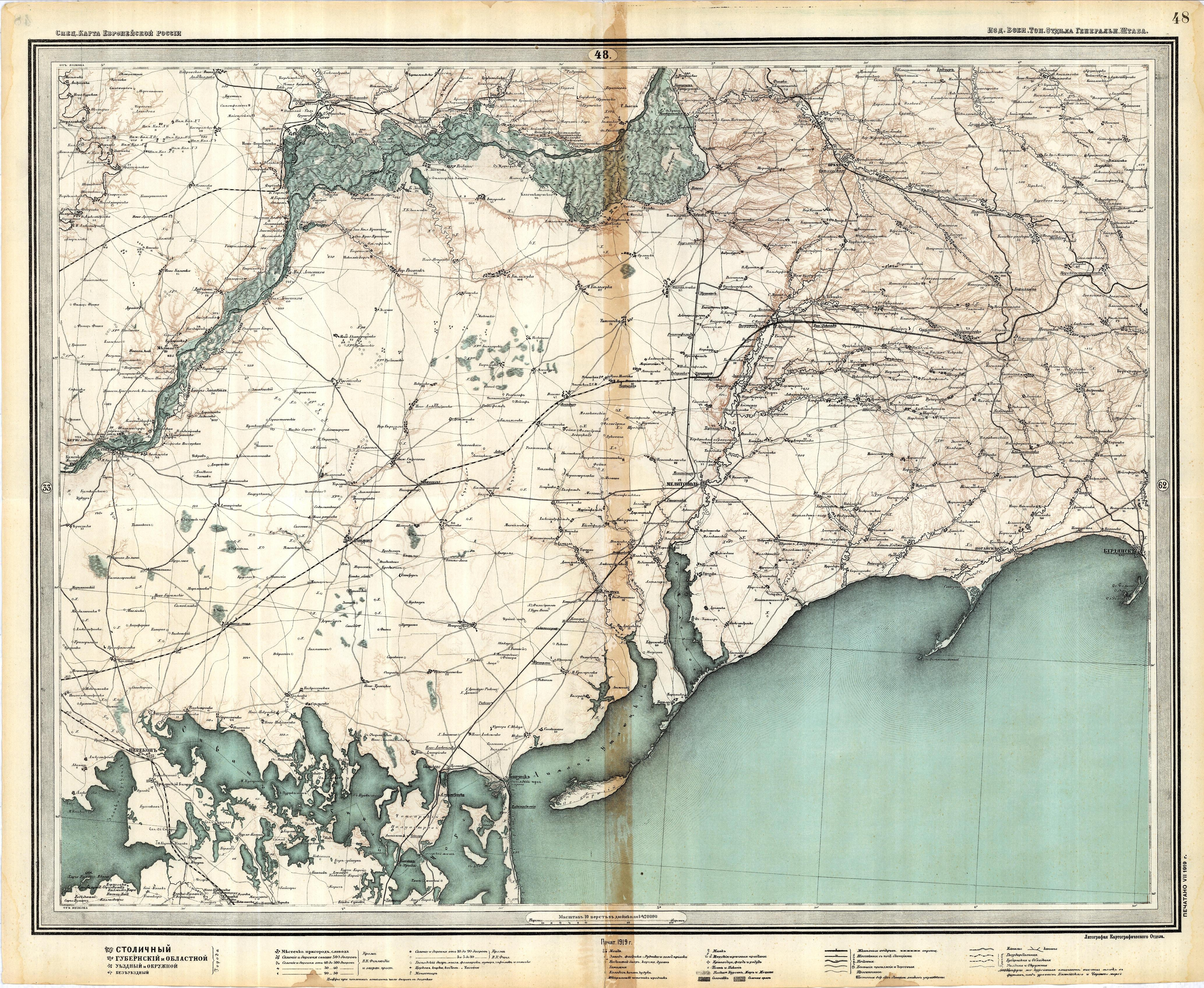
Немецкие колонии в запорожской области.

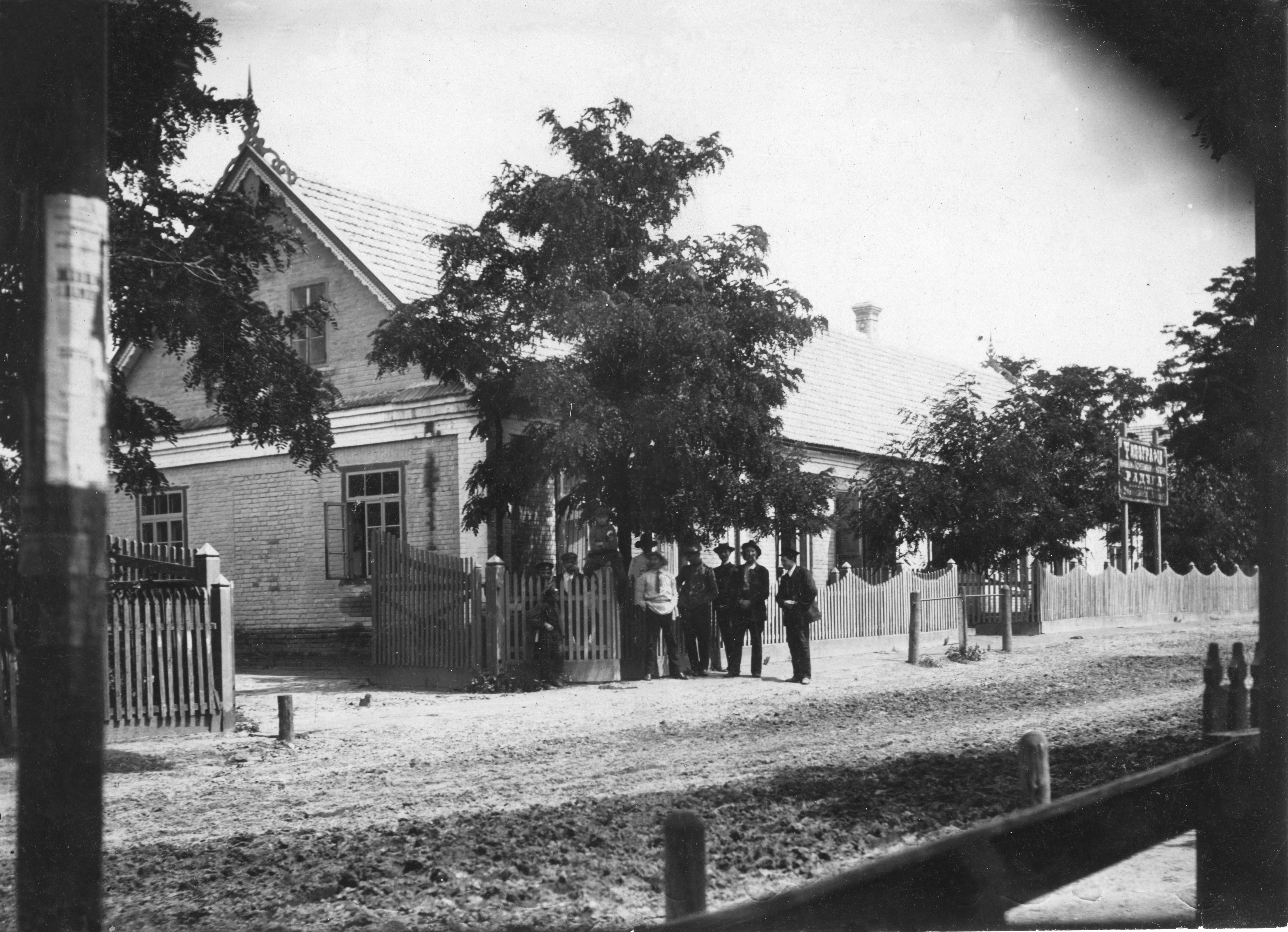
Евангельское издательство «Радуга» в Гальбштадте, 1911

Поселение Гальбштадт (нем. Halbstadt — полугород) было основано в 1803 году на границе Мелитопольского и Бердянского уездов Таврической губернии немецкими колонистами-меннонитами, которых пригласило в эти места на постоянное жительство из Пруссии правительство Российской империи. Переселенцам выделили лучшие земли (по 60 десятин земли на двор) и предоставили льготы: освобождение от налогов на 10 лет и ссуда до 300 руб. (с возвратом через 10 лет).
До 1871 года Гальбштадт был центром Молочанского меннонитского округа.
В 1887 году в Гальбштадте было основано протестантское издательство «Радуга», председателем которого в 1908 году стал Иван Проханов. Издательство выпускало религиозную литературу для меннонитов и евангельских христиан на немецком и русском языках. Издательство просуществовало до революции.
В 1913 году через Гальбштадт была проложена железная дорога.
После начала Первой мировой войны в 1915 году Гальбштадт был переименован в Молочанск.
В 1938 году Молочанск получил статус города.
Во время Великой Отечественной войны 5 октября 1941 года город был оккупирован наступавшими немецкими войсками,, в период оккупации в нём действовал филиал немецкой организации «Volksdeutsche Mittelstelle», при котором было создано центральное регистрационное бюро лиц немецкой национальности «Deutsche Volksliste» (DVL), где проходила регистрация немцев с гражданством оккупированных стран как фольксдойче.

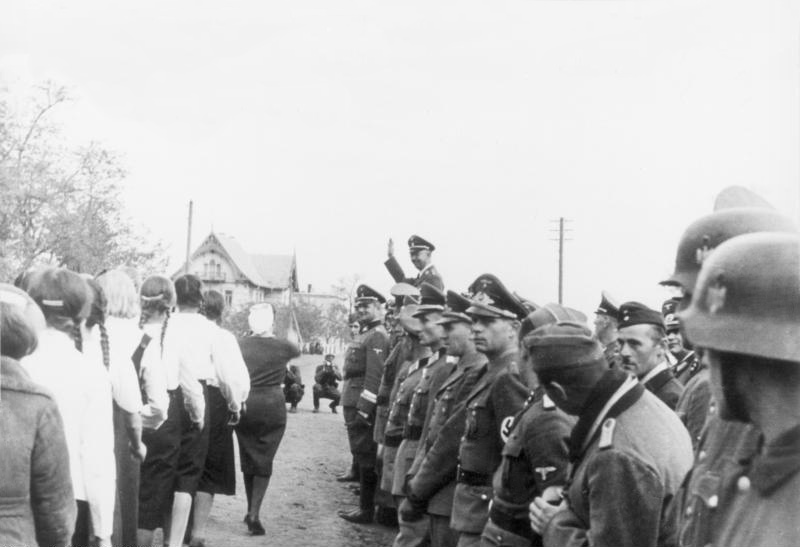
Молодёжь фольксдойче марширует перед рейхсфюрером СС Гиммлером. г. Halbstadt (Молочанск). 31 октября 1942 г.

- 21 сентября 1943 года освобождён от гитлеровских германских войск советскими войсками Южного фронта в ходе Донбасской операции:[8]
- 2-й гвардейской армии в составе: 3-й гв. сд (генерал-майор Цаликов, Кантемир Александрович) 1-го гв. ск (генерал-лейтенант Миссан, Иван Ильич).[10]

В 1973 году здесь действовали молочноконсервный комбинат, мебельный комбинат, гренажный завод, пивоваренный завод, литейно-механический цех Токмакского завода металлохозяйственных изделий, плодопитомниководческий совхоз и госплемстанция.
В январе 1989 года численность населения составляла 9096 человек, крупнейшими предприятиями являлись молочноконсервный комбинат и мебельный комбинат.
17 ноября 1993 года город был передан из состава Токмакского городского совета в состав Токмакского района.
В марте 1995 года находившаяся здесь хлебная база № 74 была внесена в перечень предприятий, имеющих общегосударственное значение, в мае 1995 года Кабинет министров Украины утвердил решение о приватизации госплемстанции, в июле 1995 года началась приватизация совхоза.

### Вторжение России на Украину
В ходе вторжения России на Украину в марте 2022 года город был оккупирован российскими войсками

## Население
По состоянию на 1 января 2013 года численность населения составляла 6980 человек.

### Языковой состав
По данным переписи 2001 года 57,38 % населения города указали украинский язык родным, 42,28 % — русский, 0,34 % — другие языки.

## Экономика
- Молочанский плодорассадник, ОАО.
- «Санпласт», ООО.
- «Полибудинвест», ООО.
- Молочанский детский санаторий, КП.
- «Вилтек», ООО (вода: Молочанская).
- Молочанский завод по производству напитков и пива.
- Молочанский мебельный комбинат, ПО.
- ТОВ «Акватоп» Молочанский завод по производству минеральной воды «Молочанська 1832».

## Объекты социальной сферы
- Школа № 1.
- Школа № 2.
- Молочанская специальная общеобразовательная школа-интернат для детей-сирот.
- Молочанская детская школа искусств.
- Молочанский профессиональный аграрный лицей (ПТУ-55).
- Дом культуры.
- Больница.
- Молочанская психоневрологическая больница.
- Детско-юношеская спортивная школа.
- Детский сад «Тополёк».
- Детский сад «Ромашка».

## Транспорт
Через город проходят железная дорога, станция Молочанск (до 1974 — Полугород) на линии Фёдоровка — Верхний Токмак и автомобильная дорога Т-0401.